# Espai funcional
En matemàtiques, un espai funcional és un conjunt d'aplicacions d'una certa forma d'un conjunt {\displaystyle X} en un conjunt {\displaystyle Y}. S'anomena espai perquè segons els casos pot ser un espai topològic o un espai vectorial o els dos. Els espais funcionals apareixen en diferents àmbits de les matemàtiques:
- En teoria de conjunts, el conjunt de les parts d'un conjunt {\displaystyle X} es pot identificar amb el conjunt de les funcions de {\displaystyle X} amb valors en {\displaystyle \{0,1\}}; notat {\displaystyle \{0,1\}^{X}}. Més generalment, el conjunt de les aplicacions {\displaystyle X\rightarrow Y} es nota {\displaystyle Y^{X}};

- en àlgebra lineal el conjunt de les aplicacions lineals d'un espai vectorial {\displaystyle E} cap a un altre {\displaystyle F} sobre un mateix cos commutatiu és ell mateix un espai vectorial;

- En anàlisi funcional, també es poden trobar espais funcionals amb les aplicacions lineals contínues, proveïts de topologies, els exemples principals són els espais de funcions numèriques proveïts d'una topologia; els exemples més coneguts són els espais hilbertians i els espais de Banach.

- en anàlisi funcional, el conjunt de les aplicacions del conjunt dels naturals en un conjunt qualsevol {\displaystyle X} s'anomena espai seqüencial. Està format pel conjunt de les successions d'elements de {\displaystyle X};

- en topologia, es pot intentar construir una topologia sobre l'espai de les funcions contínues d'un espai topològic {\displaystyle X} en un altre {\displaystyle Y}, la utilitat del qual depèn de la naturalesa dels espais. Una topologia utilitzada habitualment és la de compacte-obert. Una altra topologia possible és la topologia producte sobre l'espai de les funcions (no necessàriament contínues) {\displaystyle Y^{X}}. En aquest context, aquesta topologia també es designa amb el nom de topologia de la convergència simple;

- En topologia algebraica, l'estudi de la teoria de l'homotopia descansa essencialment en l'estudi dels invariants discrets dels espais de funcions;

- en la teoria dels processos estocàstics, el problema tècnic de base és com construir una mesura de probabilitat sobre un espai de funcions constituït per camins de procés (funcions del temps);

- en la teoria de categories un espai funcional s'anomena un objecte exponencial. Apareix d'una certa manera com la representació del bifunctor canònic; però en tant que functor (senzill), del tipus [X, -], apareix com a functor adjunt a un functor de tipus (-×X) sobre objectes;
- en lambda-càlcul i en programació funcional, els tipus d'espais de funcions es fan servir per expressar la idea de funció d'ordre superior;

- en la teoria dels dominis, la idea fonamental és de trobar construccions a partir d'ordres parcials que poden modélitsar el lambda-càlcul, creant una categoria cartesiana tancada.

## Llista d'espais funcionals

### Anàlisi funcional

#### Espais generals
- Els espais localment convexos: espais vectorials amb una família de seminormes (o el que és equivalent que posseeixen una base local de conjunts convexos).

- els espai de Fréchet: un espai vectorial amb una família numerable de seminormes (o el que és equivalent proveït d'una distància invariant per translació).

- els espais de Banach: espais vectorials amb una família finita de seminormes (o el que és equivalent amb una simple norma).

- els Espais de Hilbert: espais vectorials proveïts de producte escalar.

#### Espais particulars
- Espai de Schwartz de les funcions indefinidament derivables amb convergència ràpida i el seu espai dual;
- espai lp
- {\displaystyle {\mathcal {K}}(\mathbb {R} )} espai de les funcions contínues amb suport compacte proveït de la norma de la convergència uniforme;
- {\displaystyle {\mathcal {B}}(\mathbb {R} )} espai de les funcions contínues fitades (funció fitada);
- {\displaystyle {\mathcal {C}}_{\infty }(\mathbb {R} )} conjunt de les funcions que tendeixen cap a zero a l'infinit;
- {\displaystyle {\mathcal {C}}^{\infty }(\mathbb {R} )} espai de les funcions indefinidament derivables;
- {\displaystyle {\mathcal {C}}_{0}^{\infty }} espai de les funcions indefinidament derivables amb suport compacte proveït de la norma uniforme;
- {\displaystyle {\mathcal {D}}(\mathbb {R} )} espai de les funcions amb suport compacte proveït de la topologia límit inductiva;
- {\displaystyle W^{k,p}\,} espai de Sóbolev;
- {\displaystyle {\mathcal {O}}_{U}} espai de les funcions holomorphes;
- Aplicació lineals;
- aplicacions lineals a trossos;
- espai de les funcions contínues proveït de la topologia compacte-obert;
- espai de les funcions proveït de la topologia de la convergència simple;
- Espais de Hardy
- Espai de Hölder